# Memoriał Józefa Żylewicza 2011

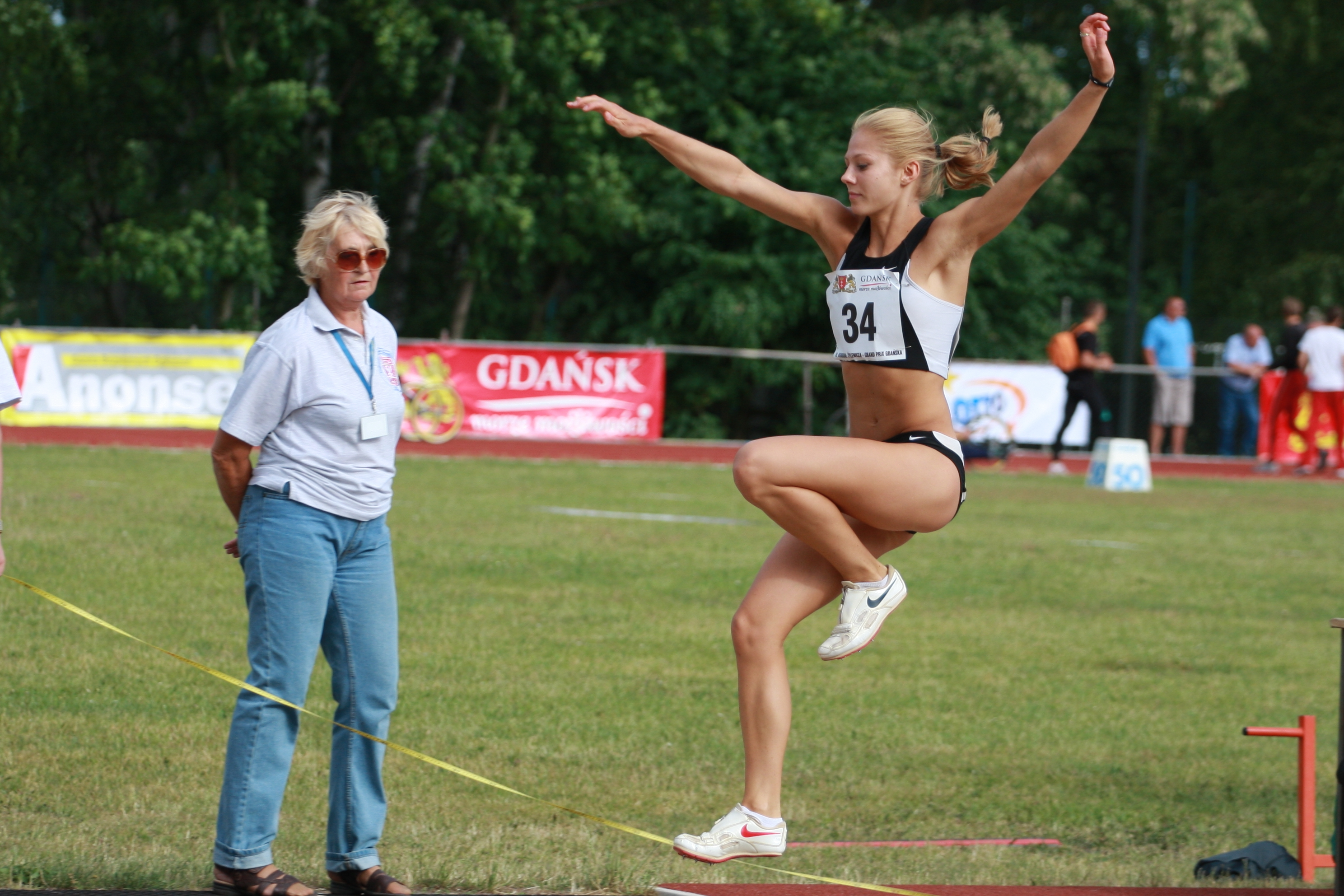
Memoriał Józefa Żylewicza 2011, skacze Małgorzata Reszka

39. Memoriał Józefa Żylewicza – międzynarodowy mityng lekkoatletyczny, który odbył się na stadionie gdańskiej Akademii Wychowania Fizycznego i Sportu 11 czerwca 2011. Zawody zaliczane były do klasyfikacji pierwszego rzutu polskiej ligi lekkoatletycznej oraz do lekkoatletycznego pucharu Polski. 

## Rezultaty

### Mężczyźni
| Konkurencja:               | 1. miejsce            | Rezultat   | 2. miejsce         | Rezultat   | 3. miejsce          | Rezultat   |
| Bieg na 100 m              | Marcin Jędrusiński    | 10,82      | Jakub Adamski      | 10,88 SB   | Roman Bublyk        | 10,97      |
| Bieg na 200 m              | Marcin Jędrusiński    | 21,32 SB   | Jakub Adamski      | 21,56 SB   | Adam Jabłoński      | 21,67      |
| Bieg na 400 m              | Piotr Wiaderek        | 46,44 SB   | Kamil Budziejewski | 47,18      | Łukasz Domagała     | 47,63 SB   |
| Bieg na 800 m              | Arkadiusz Wiśniewski  | 1:54,11    | Michał Podolak     | 1:54,20    | Dominik Czaja       | 1:55,32    |
| Bieg na 3000 m             | Michał Bernardelli    | 8:07,84 PB | Mateusz Demczyszak | 8:07,96 SB | Łukasz Oślizło      | 8:09,79 PB |
| Bieg na 400 m przez płotki | Serhiy Borodin        | 51,04      | Jarosław Cichosz   | 52,17 SB   | Igor Bogusz         | 52,64 SB   |
| Skok o tyczce              | Rafał Torkowski       | 5,10 PB    | Jakub Pewiński     | 4,70 SB    |                     |            |
| Skok w dal                 | Krzysztof Lewandowski | 7,65 SB    | Krzysztof Uwijała  | 7,27       | Michał Rejmus       | 7,10       |
| Pchnięcie kulą             | Jakub Giża            | 18,98 SB   | Przemysław Płoski  | 18,06 SB   | Sylwester Zieliński | 17,60      |
| Rzut dyskiem               | Przemysław Czajkowski | 62,17      | Michał Mikulicz    | 49,26      | Piotr Węgrzyn       | 48,80      |

### Kobiety
| Konkurencja:   | 1. miejsce            | Rezultat   | 2. miejsce           | Rezultat | 3. miejsce            | Rezultat   |
| Bieg na 100 m  | Monika Wieczorkiewicz | 11,93      | Magdalena Żynel      | 12,00    | Paulina Klawiter      | 12,02      |
| Bieg na 200 m  | Monika Wieczorkiewicz | 24,23      | Zuzanna Leszczyńska  | 24,24 PB | Magdalena Żynel       | 24,27      |
| Bieg na 400 m  | Agata Bednarek        | 53,18 SB   | Iga Baumgart         | 53,66 PB | Agnieszka Karpiesiuk  | 54,86 SB   |
| Bieg na 800 m  | Monika Harasim        | 2:10,24 SB | Aleksandra Lisowska  | 2:12,44  | Magdalena Cisek       | 2:12,90 SB |
| Skok o tyczce  | Agnieszka Wrona       | 4,00       | Joanna Michalska     | 4,00     | Agnieszka Kolasa      | 4,00 SB    |
| Skok w dal     | Małgorzata Reszka     | 6,13       | Anna Bajko           | 5,81 SB  | Izabela Zawadzka      | 5,59 SB    |
| Pchnięcie kulą | Paulina Guba          | 16,10      |                      |          |                       |            |
| Rzut dyskiem   | Agnieszka Jarmużek    | 51,41      | Andżelika Przybylska | 49,96 PB | Małgorzata Raciborska | 46,28      |